# Plinia ampla
Plinia ampla är en insektsart som först beskrevs av Walker 1851.  Plinia ampla ingår i släktet Plinia och familjen spottstritar. Inga underarter finns listade i Catalogue of Life.